# Bernhard Schütz
Bernhard Schütz (* 24. Februar 1959 in Leverkusen) ist ein deutscher Film- und Theaterschauspieler, Hörspielsprecher und Hörbuchsprecher.

## Leben
Schütz wuchs als Sohn eines Polizisten und einer Hausfrau in Leverkusen auf. Seine Mutter war Mitglied im Stadtrat und Kandidatin für die CDU Leverkusen für den Landtag NRW. Er studierte Schauspiel an der Hochschule der Künste Berlin und war von 1988 bis 1993 am Theater Basel und von 1993 bis 1995 am Hamburger Schauspielhaus tätig. Seit 1994 ist Schütz an der Berliner Volksbühne. Im Browsergame TwinKomplex spielt Schütz die Hauptrolle. Für den ARD-Film Lebensfragen verkörperte er Alt-Bundeskanzler Helmut Schmidt.
Im Jahr 2012 erhielt er für seine Nebenrolle in Marc Bauders Das System – Alles verstehen heißt alles verzeihen eine Nominierung für den Deutschen Filmpreis. Für seine Sprecherrolle in dem Hörspiel „Der schönste Tag im Leben“ wurde er 2013 mit dem Robert-Geisendörfer-Preis in der Kategorie „Kindermedien“ ausgezeichnet.
Schütz lebt mit seiner Familie in Fürstenwalde. Er ist sowohl Mitglied im Bundesverband Schauspiel (BFFS) als auch in der Deutschen Filmakademie.

## Filmografie
- 1997: Die 120 Tage von Bottrop
- 2000: Bella Block: Am Ende der Lüge (Fernsehreihe)
- 2002: Blond: Eva Blond! (Der Mörder spricht das Urteil)
- 2003: Herr Lehmann
- 2003: Der Job seines Lebens (Fernsehfilm)
- 2004: Fräulein Phyllis
- 2004: Die Stunde der Offiziere (Fernsehfilm)
- 2004: Der Job seines Lebens 2 – Wieder im Amt (Fernsehfilm)
- 2005: Tatort: Letzte Zweifel (Fernsehreihe)
- 2005: Tatort: Borowski in der Unterwelt
- 2005: Tatort: Das Lächeln der Madonna
- 2005: Spiele der Macht – 11011 Berlin (Fernsehfilm)
- 2005: Solo für Schwarz: Tod im See (Fernsehreihe)
- 2005: Liebe nach dem Tod (Fernsehfilm)
- 2005: Ein starkes Team: Ihr letzter Kunde (Fernsehreihe)
- 2006: SOKO Kitzbühel (Fernsehserie, Folge Die Karibik-Connection)
- 2006: Bloch: Die Wut (Fernsehreihe)
- 2006: Tatort: Pauline
- 2006: Tatort: Liebe am Nachmittag
- 2007: Polizeiruf 110: Farbwechsel (Fernsehreihe)
- 2007: Tatort: Strahlende Zukunft
- 2007: Tatort: Racheengel
- 2007: Zeit zu leben
- 2007–2008: KDD – Kriminaldauerdienst (Fernsehserie, 12 Folgen)
- 2008: Polizeiruf 110: Wolfsmilch
- 2008: Tatort: Verdammt
- 2009: Mein Leben – Marcel Reich-Ranicki (Fernsehfilm)
- 2009: Tatort: Mit ruhiger Hand
- 2009: Wilsberg: Oh du tödliche… (Fernsehreihe)
- 2009: Dinosaurier – Gegen uns seht ihr alt aus!
- 2009: 66/67 – Fairplay war gestern
- 2009, 2018: Der Kriminalist (Fernsehserie, verschiedene Rollen, 2 Folgen)
- 2010: Tatort: Die Unmöglichkeit, sich den Tod vorzustellen
- 2010: Die Kinder von Paris (La rafle)
- 2011: Marie Brand und die Dame im Spiel (Fernsehreihe)
- 2011: Halt auf freier Strecke
- 2011: Pilgerfahrt nach Padua (Fernsehfilm)
- 2011: Der Mann auf dem Baum (Fernsehfilm)
- 2011: Das System – Alles verstehen heißt alles verzeihen
- 2011–2016: Der Bulle und das Landei (Fernsehreihe)
  - 2011: Babyblues
  - 2013: Ich sehe was, was du nicht siehst und das ist … tot
  - 2014: Von Mäusen, Miezen und Moneten
  - 2015: Wo die Liebe hinfällt
  - 2016: Goldrausch
- 2012: Polizeiruf 110: Die Gurkenkönigin
- 2012: Hannah Mangold & Lucy Palm (Fernsehfilm)
- 2012: Kommissarin Lucas – Bombenstimmung (Fernsehreihe)
- 2012: Mord mit Aussicht (Fernsehserie, Folge Der Antrag)
- 2012: Das Ende einer Nacht (Fernsehfilm)
- 2013: Der letzte Bulle (Fernsehserie, Folge Uschi mach kein Quatsch)
- 2013: Tatort: Feuerteufel
- 2013: Schlussmacher
- 2013: Zeugin der Toten (Fernsehfilm)
- 2013: Alles für meine Tochter (Fernsehfilm)
- 2013: Letzte Spur Berlin (Fernsehserie, Folge Abgetaucht)
- 2013: Finsterworld
- 2013, 2017: Der Alte (Fernsehserie, verschiedene Rollen, 2 Folgen)
- 2014: Kommissar Marthaler – Partitur des Todes (Fernsehreihe)
- 2014: A Most Wanted Man
- 2014: Wir waren Könige
- 2014: Zwischen den Zeiten (Fernsehfilm)
- 2014: In der Falle (Fernsehfilm)
- 2014: Notruf Hafenkante (Fernsehserie, Folge Vater unter Verdacht)
- 2015: Tatort: Blutschuld
- 2015–2018: Sense8 (Fernsehserie, 5 Folgen)
- 2015–2019: Eichwald, MdB (Fernsehserie, 10 Folgen)
- 2016: Die Akte General (Fernsehfilm)
- 2016: Dead Man Working
- 2016: Schutzpatron. Ein Kluftingerkrimi (Fernsehreihe)
- 2016: Herzblut. Ein Kluftingerkrimi (Fernsehreihe)
- 2016: Solo für Weiss – Das verschwundene Mädchen (Fernsehreihe)
- 2016: Solo für Weiss – Die Wahrheit hat viele Gesichter
- 2016: The Missing (Fernsehserie, 5 Folgen)
- 2016: Berlin Station (Fernsehserie, 9 Folgen)
- 2016: Vier gegen die Bank
- 2017: Axolotl Overkill
- 2017: Sanft schläft der Tod (Fernsehfilm)
- 2017: Einsamkeit und Sex und Mitleid
- 2017: Die Puppenspieler (Fernsehzweiteiler)
- 2018: Wilsberg: Morderney (Fernsehreihe)
- 2018: Kommissarin Heller: Vorsehung (Fernsehreihe)
- 2018: Nichts zu verlieren (Fernsehfilm)
- 2018: Winterherz – Tod in einer kalten Nacht (Fernsehfilm)
- 2019: Spreewaldkrimi: Zeit der Wölfe (Fernsehreihe)
- 2019–2020: Babylon Berlin (Fernsehserie, 3 Folgen)
- 2020: Das Geheimnis der Freiheit (Fernsehfilm)
- 2020: Kiss Me Kosher
- 2020: Vatersland
- 2020–2022: Barbaren (Fernsehserie, 9 Folgen)
- 2021: Tatort: Der Tod der Anderen (Fernsehreihe)
- 2021: Tatort: Wer zögert, ist tot (Fernsehreihe)
- 2021: The Billion Dollar Code (Fernsehserie, Folge 1x01)
- 2021: Die Heiland – Wir sind Anwalt (Fernsehserie, Folge 3x03)
- 2021: Das Schwarze Quadrat
- 2022: Der Barcelona-Krimi: Der längste Tag (Fernsehreihe)
- 2023: 5 Seasons – eine Reise
- 2023: Doppelhaushälfte (Fernsehserie)
- 2024: Polizeiruf 110: Schweine (Fernsehreihe)
- 2024: Der Fall Marianne Voss (Fernsehfilm)
- 2024: Citadel: Diana (Fernsehserie, 3 Folgen)
- 2024: Die Ermittlung
- 2024: Reisen mit Muddi (Fernsehserie, 6 Folgen)
- 2025: Krank Berlin (Apple TV+ Serie)

## Hörspiele, Hörbücher und Feature (Auswahl)
- 1997: Christoph Schlingensief: Rocky Dutschke ’68 – Regie: Christoph Schlingensief (WDR)
- 1999: Volker Braun: Die Geschichte von den vier Werkzeugmachern (Fels) – Regie: Jörg Jannings (Hörspiel – SFB/ORB/DLF)
- 2000: Damon Runyon: Blutdruck – Regie: Regine Ahrem (Hörspielreihe: Schwere Jungs und leichte Mädchen, Nr.: 3 – SFB/ORB)
- 2001: Steffen Thiemann: Nichtschwimmercafé – Regie: Christiane Ohaus (Hörspiel – NDR)
- 2002: Christoph Schlingensief: Rosebud – Regie: Christoph Schlingensief (WDR)[8]
- 2004: George Grosz: Hirnzirkus-Gedankenflüge – Bearbeitung: Michael Farin, Regie: Klaus Buhlert  (Hörspiel – DLR Berlin)
- 2004: Boris Vian: Das rote Gras – Bearbeitung und Regie: Christiane Ohaus (Hörspiel – DLR Berlin/NDR)
- 2005: Klaus Buhlert: Mosaik – Regie: Klaus Buhlert (Hörspiel – HR/DLF)
- 2005: Regine Ahrem/Michael Rodach: Hofmanns Elixier oder die Welt ist Perfekt – Regie: Regine Ahrem (Hörspiel – RBB)
- 2007: Iain Levison: Betriebsbedingt gekündigt. – Bearbeitung/Regie: Steffen Moratz (MDR)
- 2008: Jodi Picoult: 19 Minuten (Hörbuch, gelesene Charakter-Perspektive: Anwalt Jordan, u. a. mit Rosalie Thomass & Oliver Brod), der Hörverlag, ISBN 978-3-86717-252-3
- 2006: Friedrich Christian Delius: Die Minute mit Paul McCartney – Regie: Christiane Ohaus (Hörspiel – RB/WDR)
- 2009: Jochen Meißner: Knallfunken oder Der Missbrauch von Heeresgerät. Krieg im Hörspiel seit 1914. – Regie: Jochen Meißner (DKultur)
- 2011: Agnieszka Lessmann: Mörder – Regie: Christine Nagel (Hörspiel – DLF/SWR)
- 2012: Franziska Walther: Am Ufer der Schönsten – Regie: Anouschka Trocker (DKultur)
- 2012: Élisabeth Filhol und Ben Neumann: Der Reaktor – Regie: Christoph Kalkowski (Hörspiel – SWR)
- 2012: Anna-Luise Böhm: Ampelmännchen sind keine Haustiere – Regie: Judith Lorentz (Kinderhörspiel – DKultur)
- 2013: Oliver Bukowski: Primtime – Regie: Alexander Schuhmacher (Hörspiel – DKultur)
- 2013: Clemens Schönborn: Die Kameliendame – Regie: Clemens Schönborn (Hörspiel – WDR)[9]
- 2014: Christoph Güsken: Quotenkiller – Regie: Klaus-Michael Klingsporn (DKultur)
- 2014: Christine Sievers/Nicolaus Schröder: Die Todesstrafe ist angemessen – Urteil auf Bestellung – Regie: Philippe Bruehl (Radio-Feature – WDR)
- 2014: Roland Schimmelpfennig: Die vier Himmelsrichtungen – Regie: Stefan Kanis (Hörspiel – MDR)
- 2014: Sabine Kurpiers/Sybille Luithlen: Somme – Regie Sabine Kurpiers (Hörstück – SWR)
- 2014: Matthias Wittekindt: Arizona Phoenix Israel (Daddy) – Regie: Christine Nagel (Hörspiel – RBB)
- 2014: Dror Mishani: Vermisst – Bearbeitung und Regie: Andrea Getto (Kriminalhörspiel – NDR)
- 2014: Nathan Englander: Worüber wir reden, wenn wir über Anne Frank reden – Regie: Beate Andres (Hörspiel – NDR)
- 2014: Stephan Krass/Ulrike Haage: The Moon Tapes – Regie: Die Autoren (Hörspiel – SWR)
- 2014: Levander Berg: Teufels Spielplatz – Regie: Wolfgang Rindfleisch (Hörspiel – DLF)
- 2014: Erich Maria Remarque: Im Westen Nichts Neues – Regie: Christiane Ohaus
- 2015: Karl-Heinz Bölling: Irgendwann geht alles kaputt – Regie: Stefanie Hoster (Hörspiel – DKultur)
- 2015: Astrid Litfaß: Aus dem Leben der Nachtmulle (Teamleiter) – Regie: Andrea Getto (Hörspiel – RBB)
- 2015: Ulrike Haage: Geld – Regie: Ulrike Haage (Hörspiel – DLF)
- 2017: Johan Theorin: So bitterkalt – Regie: Judith Lorentz (Hörspiel – DKultur)[10]
- 2019: Autorenduo Serotonin: Die Verschiebung, Mystery-Thrillerhörspiel 10 Folgen, Staffel 1 – Regie: Marie-Luise Goerke (Hörspielserie – SWR)[11]
- 2019: Terézia Mora, Özlem Özgül Dündar, Georg M. Oswald, Frank Witzel: Guter Rat. Ringen um das Grundgesetz (8-teilige Serie, WDR/BR/DLF für die Hörspielprogramme der ARD)[12]
- 2020: Robert Harris: Der zweite Schlaf (12 Teile) (Richard Pole) – Regie: Leonhard Koppelmann (Hörspielbearbeitung – HR/Der Hörverlag)
- 2022: Merle Kröger: Die Experten –  Hörspielserie in 5 Folgen, Regie: Judith Lorentz, Bearbeitung: Katrin Zipse (Deutschlandfunk Kultur/NDR)
- 2022: Andreas Kaufmann: Der schönste Tag im Leben (Kinderhörgeschichte – rbb/Ohrenbär)[13]
- 2023: Dirk von Petersdorff: Gewittergäste, Lesung in 8 Folgen, 3:06 Stunden, SWR2  Fortsetzung folgt[14]

## Auszeichnungen & Nominierungen
- 2012 Nominierung Deutscher Filmpreis in der Kategorie Beste Nebenrolle für Das System – Alles verstehen heißt alles verzeihen[15]
- 2013 Robert-Geisendörfer-Preis in der Kategorie Kindermedien
- 2025 Nominierung Deutscher Schauspielpreis in der Kategorie Duo zusammen mit Samira Breuer in Krank Berlin[16]